# نبرد بطیحه
نبرد بطیحه (انگلیسی: Battle of Butaiha) در ژوئیه ۱۱۵۸، نبردی بود میان نیروهای صلیبی به رهبری بالدوین سوم پادشاه اورشلیم و نیروهای زنگی به رهبری نورالدین زنگی که در نزدیکی بطیحه در شمال‌شرقی دریاچه طبریه به وقوع پیوست و در نهایت با پیروزی پادشاهی اورشلیم همراه شد.